# Pauli Vuolle
Pauli Lauri Vuolle, född 13 december 1939 i Äänekoski, död 16 december 2016 i Jyväskylä, var en finländsk idrottssociolog.
Vuolle var tillförordnad biträdande professor och tillförordnad professor 1966–1979. Han blev gymnastik- och idrottsvetenskaplig doktor 1977, var biträdande professor i idrottsplanering vid Jyväskylä universitet 1980–1988 och professor i idrottssociologi där 1988–2003. Han var huvudredaktör för tidskriften Liikunta 1996–2001 och publicerade ett stort antal arbeten som behandlar olika idrottsfrågor, till exempel dopning, idrottsetik samt idrott och massmedia.